# Pasztowa Wola
Pasztowa Wola – wieś sołecka w Polsce położona w województwie mazowieckim, w powiecie lipskim, w gminie Rzeczniów.
| SIMC    | Nazwa        | Rodzaj    |
| ------- | ------------ | --------- |
| 0635709 | Przy Wygonie | część wsi |
| 0635715 | W Łąkach     | część wsi |

W latach 1954–1972 wieś należała i była siedzibą władz gromady Pasztowa Wola. W latach 1975–1998 miejscowość administracyjnie należała do województwa radomskiego.
Wierni Kościoła rzymskokatolickiego należą do parafii Najświętszej Maryi Panny Matki Kościoła w Pasztowej Woli.